# Celypha striana

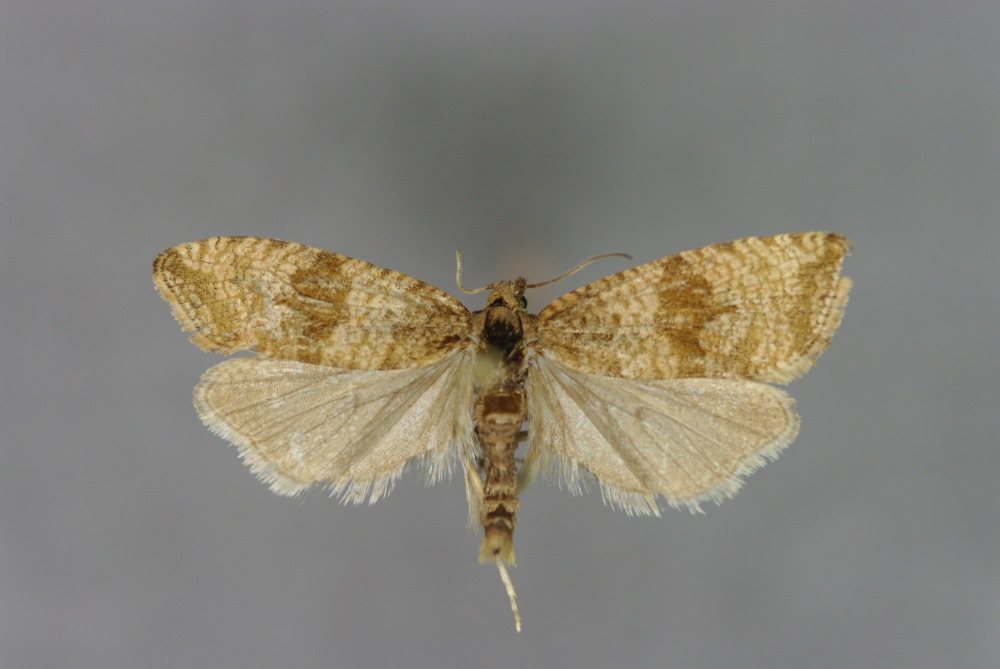
Präparat mit gespreizten Flügeln

Celypha striana ist ein Schmetterling aus der Familie der Wickler (Tortricidae).

## Merkmale
Die Falter haben eine Flügelspannweite von 16 bis 22 Millimeter. Die Grundfarbe der Vorderflügel variiert zwischen graubraun und rotbraun. Die Art lässt sich aufgrund der stark ausgeprägten Mittelbinde auf den Vorderflügeln von anderen Celypha-Arten unterscheiden.

## Ähnliche Arten
- Celypha rosaceana
- Celypha rufana

## Verbreitung
Celypha striana ist in weiten Teilen Europas verbreitet. Sie fehlt lediglich auf Island.

## Lebensweise
Offene Grasflächen bilden das typische Habitat von Celypha striana. Die Falter sind dämmerungsaktiv und fliegen von Juni bis August. Sie werden dabei von Lichtquellen angelockt. Der Gewöhnliche Löwenzahn ist die Wirtspflanze der Raupen. Diese minieren in den Wurzeln der Pflanzen.